# IC 544
IC 544 је спирална галаксија у сазвјежђу Лав која се налази на листи објеката дубоког неба у Индекс каталогу.
Деклинација објекта је + 24° 53' 34" а ректасцензија 9h 35m 53,1s. Привидна величина (магнитуда) објекта IC 544 износи 14,6 а фотографска магнитуда 15,4. IC 544 је још познат и под ознакама MCG 4-23-12, CGCG 122-25, KCPG 207A, IRAS 09330+2507, PGC 27293.